# Szaszaki Kodzsiró
Szaszaki Kodzsiró (佐々木 小次郎, úgy is ismert mint Szaszaki Ganrjú) (1585? – 1612. április 13.) japán kardforgató, széles körben elismert mestere volt a kardvívásnak. A Fukui prefektúrában született és a szengoku valamint a korai Edo-korszak alatt élt. Leginkább a híres Mijamoto Muszasival 1612-ben vívott párbajáról ismert, amelyben halálát is lelte.

## Története
Kodzsiró harcaihoz a Ganrjú (巌流 . „Nagy Szikla Stílus”) nevet használta ami egyben annak a kendzsucu iskolának is a neve amit alapított. Úgy tartják Kodzsiró a Csúdzsó-rjú kardforgató stílust tanulta Kanemaki Dzsizaitól vagy Toda Szeigentől. Toda Szeigen a kodacsi mestere volt. Ha Kodzsiró valóban tőle tanult akkor mestere vívópartnere lett volna. Mivel mestere kodacsit használt Kodzsiró nodacsit, vagy egy hosszú katanát vetett be ellene így idővel mesterévé vált ezeknek a fegyvereknek a használatának. Miután legyőzte mestere öccsét otthagyta a dódzsót és megalapította a Ganrjút. Az életének első megbízható feljegyzéséből kiderül, hogy 1610-re az iskolájának és párbajainak hírneve nagyra nőtt és miután egyszer egymaga győzött le három ellenfelet egy tesszennel Kodzsirót kinevezte Hoszokava Tadaoki az észak-kjúsúi Hoszokava birtok fő fegyvermesterévé. Szaszaki később nagy képességre tett szert egy „monohosizao” (Ruhaszárító Rúd) nevű nodacsi forgatásában, és ez lett a fő fegyvere.

## A párbaj

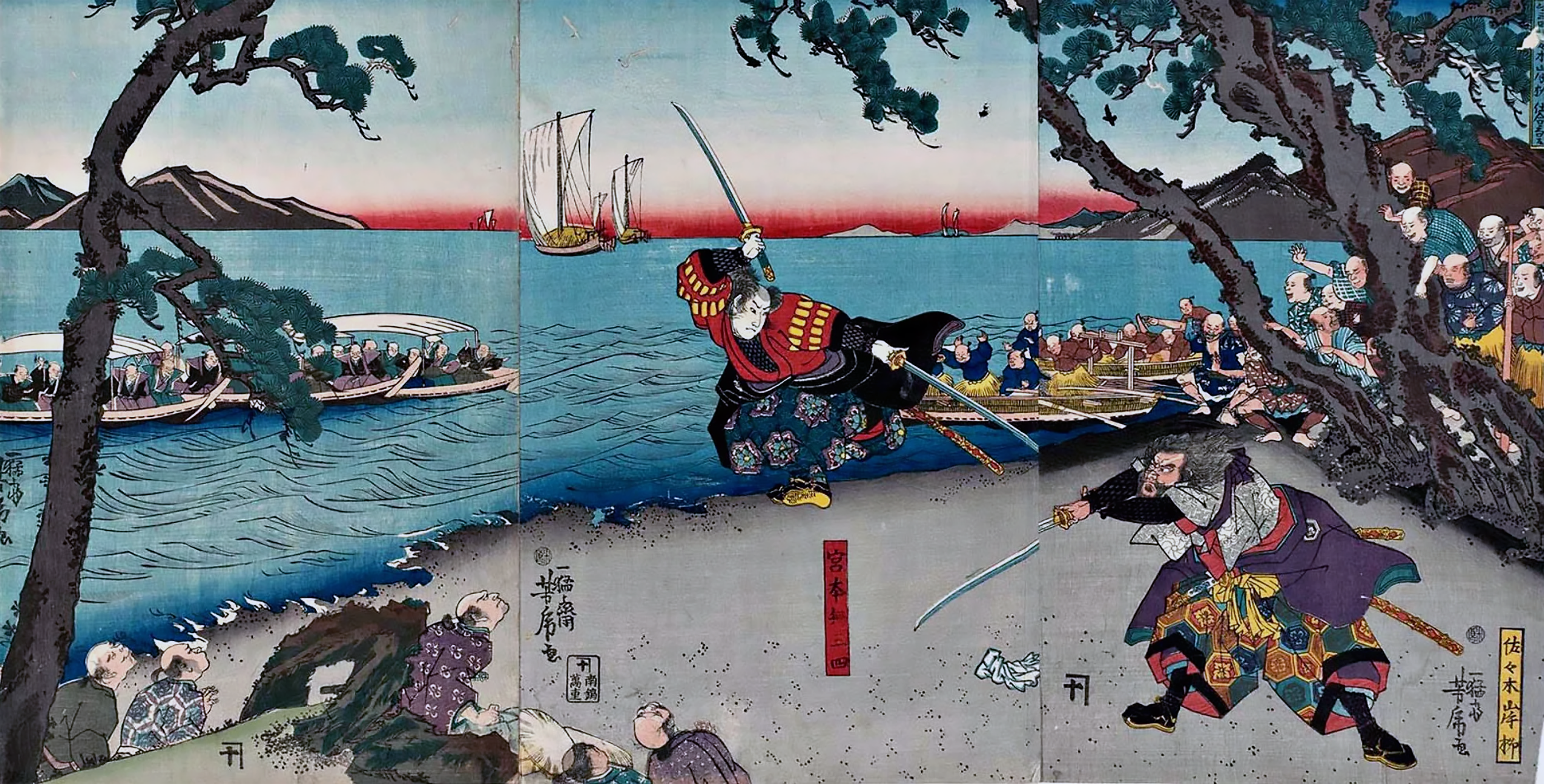
Szaszaki Kodzsiró (jobbra) harcba bocsátkozik Mijamotó Muszasival a Ganrjú-sziget partjain.

Szaszaki Kodzsiró, Mijamoto Muszasi hosszútávi riválisa volt, valamint őt tartják Muszasi valaha volt legnehezebb ellenfelének. Sok beszámoló létezik a párbajról amik részletessége változó kivéve a legfontosabbakat, mint Kodzsiró vereségét. Kodzsiró kora szintén bizonytalan – a Nitenki azt mondja , hogy gyerekkorában Toda Szeigen tanításaiban részesült aki a rövidkard iskolájának mestere volt, és Kodzsiró a hosszúkard használatában felülmúlta. Miután legyőzte mestere öccsét elindult, hogy bejárjon más provinciákat és megalapítsa saját iskoláját a Ganrjút.
A Nitenki leírása pontosnak tekinthető egészen addig amíg Kodzsiró korát a párbaj idején 18 évesként adja meg. Mint tudjuk két évvel korábban kinevezték egy birtok fő fegyvermesterévé, ami 16 évesen szinte lehetetlen lett volna. Egy másik komplikációt az okozza, hogy Toda Szeigen 1590-ben halt meg. Így a források megbízhatatlansága miatt Kodzsiró kora a párbaj idején 20-as éveitől akár az 50-es éveiig terjedhetett. Ami tovább bonyolítja a helyzetet, hogy kutatók szerint valójában nem is Szeigen tanította, hanem annak egy tanítványa egy bizonyos Kanemaki Dzsizai.
A 29 éves fiatal Muszasi hallva Kodzsiró sikereiről Nadaoka Szado Okinaga közvetítőn át, aki Hoszokava egyik fő hűbérese volt kérést intézett Hoszokava Tadaokihoz, hogy párbajozhassanak Kodzsiróval. Hoszokava beleegyezett és 1612 április 13-át adta meg a párbaj idejének. Helyszínéül pedig az eldugott Ganrjúdzsima sziget szolgált a Honsú és Kjúsú közötti tengerszorosban. A harc valószínűleg azért zajlott ilyen elzárt helyen mivel Kodzsiró ekkora már nagyon sok követővel és tanítvánnyal rendelkezett, és félő volt, hogy veresége esetén ők megpróbálnának végezni Muszasival.
A legenda szerint Muszasi három órás késéssel jelent meg a helyszínen és sértésekkel ösztökélte Kodzsirót. Mikor Kódsziró megtámadta az csapása majdnem lemetszette Muszasi csonmagéját. Kodzsiró sokszor került közel a győzelemhez míg állítólag a szemébe sütő nap meg nem vakította, és Muszasi be nem törte a fejét egy kb. 110 cm-es bokkennel vagy fakarddal. Valószínűleg Muszasi maga készítette ezt az átlagosnál hosszabb fakardot útban a párbaj helyszínére egy evezőlapátból amelyet vakizasijával faragott meg. Muszasi szándékosan késett, hogy szellemi fölénybe kerüljön ellenfele idegessége miatt, ezt a taktikát számos alkalommal használta karrierje során például a Josioka kardvívók elleni összecsapásban.
A legenda egy másik verziója szerint Kodzsiró sértegette ellenfelét aki válaszul csak mosolygott. Az ettől felingerült Kodzsiról a haragtól elvakítva vetette bele magát a küzdelembe és megpróbálta bevetni a híres „Fecske Pengét” vagy „Fecske Vágást”. Azonban Muszasi hosszú fakardja még azelőtt eltalálta és felborította, hogy befejezhette volna a támadást, a csapás eltörte Kodzsiró bordáját ami kilyukasztotta a tüdejét így megölve őt. Ezek után Muszasi gyorsan visszasietett csónakjához majd elhajózott. Ez volt Muszasi utolsó halálos kimenetelű párbaja.
Többek között ez a hagyományos leírás ami Nitenkiből, Kenszecüből és Josida Szeiken elmondásából származik több problémát is felvet. Kendzsi Tokicu több homályosságot és egymásnak ellentmondó tényezőket is felfedezett ezekben a leírásában más kutatókkal egyetemben. Muszasi valóban az odaút közben készítette volna csak el a fakardot? Elkészíthette-e egyáltalán időben , a kemény fát a vakizasijával munkálva? Nem fárasztotta volna őt is ki a munka? Továbbá miért Kodzsirónak nevezték át a szigetet és nem Muszasinak? Más szövegek teljesen kihagyják a késői érkezést és teljesen felcserélik az események sorozatát. Harada Mukasi és néhány más tudós szerint Kodzsirót valójában meggyilkolták Muszasi és az ő tanítványai. A Szaszaki klán politikai akadályt jelentett Hoszokavának és Kodzsiró veresége politikai csapás lenne a vallási és más ellenfelei számára.
A vita a mai napig folyik, hogy Muszasi csalt-e azon a sorsdöntő napon, vagy csak a környezetét használta ki előnyére. Egy másik elmélet szerint Muszasi a dagályhoz időzítette az érkezését, mivel számított arra, hogy győzelme esetén Kodzsiró támogatói megtámadnák ezért, úgy intézte, hogy a párbaj végére pont időben és gyorsan tudjon távozni a szigetről.

## „A Szárító Rúd”
Kodzsiró kedvenc fegyvere harcai során egy egyenes pengéjű nodacsi volt melynek pengéje több mint 90 cm volt. Összehasonlításképpen egy átlagos katana pengéjének hossza 70 cm körül volt csak ritkán több. Ezt a kardot úgy hívták Monohosi Zao ( 物干し竿 Ruhaszárító Cölöp). A kard hosszának és súlyának ellenére Kodzsiró meglepő pontossággal és gyorsasággal forgatta.

## Fecske Vágás

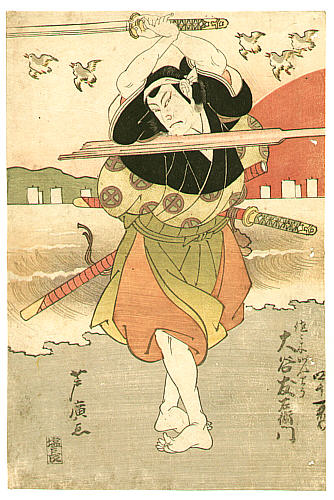
Kabuki színész Ótani Tomoemon mint Szaszaki Kodzsiró a halálos kimenetelű párbajában Muszasi ellen.

A kedvenc technikája egyszerre volt ismert és félt az egész feudális Japánban. Úgy hívták, hogy „Forduló Fecske Vágás” vagy „Cubame Gaesi” (燕返しFecske fordítás/visszatérés). Azért hívták így mert arra a mozdulatra emlékeztetett amit a fecskék farka végez fordulás közben, ezt Kintaibasi Hídon, Ivakuniben figyelte meg. A vágás állítólag annyira gyors volt, hogy képes volt levágni egy madarat repülés közben. Nincsenek pontos leírásai ennek a mozdulatnak, de két korabeli technikához szokták hasonlítani. Az Ittó-Rjú Kinsi Csó Onkenjéhez és a Ganrjú Koszecu Tojához. Mindkettő egy erős gyors csapás lefelé majd egy azonnal visszafordított vágás fölfelé. Kodzsiró ezt a technikát 1605-ben fejlesztette ki.

## Szaszaki Kodzsiró a fikcióban
Szaszaki Kodzsiró nagyon sok féle formában megjelent a japán pop kultúrában. Sok Muszasi életéről szóló filmben megjelenik. A vagabond című mangában szintén megjelenik mint egy süket férfi akit egy visszavonult szamuráj nevelt miután kimentette a tengerből. Szaszaki Kodzsiró egyike azoknak a Szolgáknak (Hősi Szellemeknek) akik megjelennek a 2006-os Fate/Stay Night című visual novelben és animében, valamint feltűnik a Record of Ragnarok című animében is. A Dark Souls videójátékban is van egy valószínű utalás rá. A játékban megtalálható egy „Washing Pole” nevű nagyon hosszú katana.